# Sklené Teplice
Sklené Teplice (węg. Szklenófürdő) – wieś (obec) na Słowacji położona w kraju bańskobystrzyckim, w powiecie Żar nad Hronem, w północno-zachodniej części Gór Szczawnickich, w dolinie potoku Teplá. Miejscowość uzdrowiskowa. Pierwsze wzmianki o miejscowości pochodzą z roku 1340. 
Według danych z dnia 31 grudnia 2012, wieś zamieszkiwały 433 osoby, w tym 208 kobiet i 225 mężczyzn.
W 2001 roku rozkład populacji względem narodowości i przynależności etnicznej wyglądał następująco:
- Słowacy – 98,89%
- Czesi – 0,44%
- Węgrzy – 0,44%

Ze względu na wyznawaną religię struktura mieszkańców kształtowała się w 2001 roku następująco:
- Katolicy rzymscy – 86,95%
- Ewangelicy – 1,11%
- Ateiści – 11,95%

## Uzdrowisko
Sklené Teplice należą do najstarszych uzdrowisk na Słowacji. Początki wykorzystywania tutejszych wód leczniczych sięgają XV lub XVI w. Angielski podróżnik Edward Brown wspomina w 1671 r. o pięciu zadaszonych basenach z drewnianymi ławkami. W 1701 r. wzniesiony zostały dom zdrojowy. Wodę transportowano przy pomocy drewnianych rynien, a zakładzik oferował także noclegi. W 1763 r. dokonano analizy cieczy pod kątem medycznym. W 1868 r. uzdrowisko nabyła rodzina Gaspareczów ze Zwolenia, w posiadaniu której znajdowało się ono do lat 20. XX w. W znacjonalizowanym po II wojnie światowej uzdrowisku funkcjonowało od 1955 r. sanatorium dla pracowników huty aluminium z Żaru nad Hronem.